# 郭树言
郭树言（1935年10月—2022年1月23日），河南镇平人，中华人民共和国政治人物。中共革命烈士郭庠生之子。
1957年3月加入中国共产党，1959年9月参加工作。中共第十四、十五届中央候补委员。

## 生平
早年毕业于南开大学物理系，后留学苏联，进入乌拉尔工业学院冶金系黑色金属铸造专业。1959年，供职于第一机械工业部机械科学研究院铸造研究所、中国科学院高能物理研究所。1983年，任国家科学技术委员会预测局副局长。1984年，任国务院科技领导小组办公室副主任。1990年，任中共湖北省委副书记，湖北省代省长、省长（1990年3月－1993年2月）。1993年，任国家计划委员会副主任，国务院三峡工程建设委员会副主任。1998年4月任国务院三峡工程建设委员会副主任兼办公室主任。
2022年1月23日因病在北京逝世，享年87岁。